# Clayton Yeutter
Clayton Keith Yeutter (prononcé /ˈjaɪtər/), né le 10 décembre 1930 à Eustis (Nebraska) et mort le 4 mars 2017 à Potomac (Maryland), est un homme politique américain. Membre du Parti républicain, il est secrétaire à l'Agriculture entre 1989 et 1991 sous l'administration du président George H. W. Bush.

## Crédits
- (en) Cet article est partiellement ou en totalité issu de l’article de Wikipédia en anglais intitulé « Clayton Keith Yeutter » (voir la liste des auteurs).